# Kylie Verzosa
Kylie Fausto Verzosa (Baguio, 7 de fevereiro de 1992) é uma modelo e rainha de beleza das Filipinas que venceu o Miss Internacional 2016. 
Ela foi a sexta filipina a levar a coroa de Miss Internacional, fazendo de seu país um dos maiores vencedores deste concurso.

## Biografia

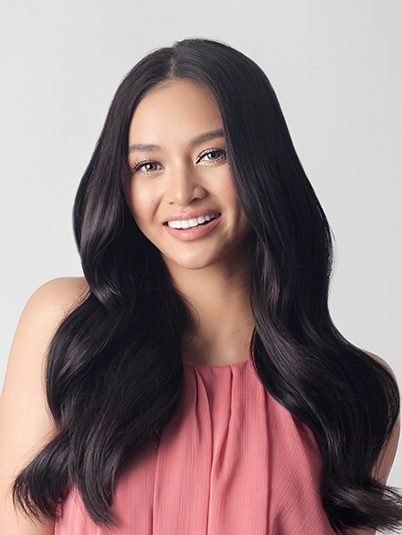

Kylie nasceu em Baguio City, nas Filipinas, e se formou no Ateneo de Manila University em Administração & Negócios. Ela também chegou a ser professora da pré-escola.
É fundadora da ONG Mental Health Matters, tendo ela mesma sofrido de depressão antes de participar do Miss Filipinas.
Fez parte da Professional Models Association of the Philippines, para a qual desfilou e foi modelo fotográfico.

## Participação em concursos de beleza

### Binibining Pilipinas
Kylie participou do Miss Filipinas (Bb. Pilipinas, concurso da versão "Universo") 2016, onde ficou em 2º lugar, ganhando a faixa de Miss Filipinas Internacional.

### Miss Internacional
Foi coroada Miss Internacional 2016 em Tóquio, Japão, no dia 27 de outubro de 2016, tendo concorrido com outras 68 competidoras.

#### Volta para casa: comemoração
Após sua vitória no Japão, de volta a sua cidade, ela foi recebida com festa e carreata, como é comum em seu país.

## Vida após os concursos
Kylie trabalha como modelo e é envolvida com projetos e causas sociais, tendo em 2017, por exemplo, encaminhado um Projeto de Lei relativo à saúde mental.
É fundadora da ONG Mental Health Matter.
Ela também é influenciadora digital e atriz.

## Curiosidade
Ela foi a sexta de seu país a vencer este concurso, tendo sido precedida por Gemma Teresa Guerrero Cruz, em 1964; Aurora McKenney Pijuan, em 1970; Melanie Laurel Marquez, em 1979; Precious Lara San Agustín Quigaman, em 2005; e Bea Rose Santiago, em 2013. 